# Liste der Kulturdenkmale in Engen

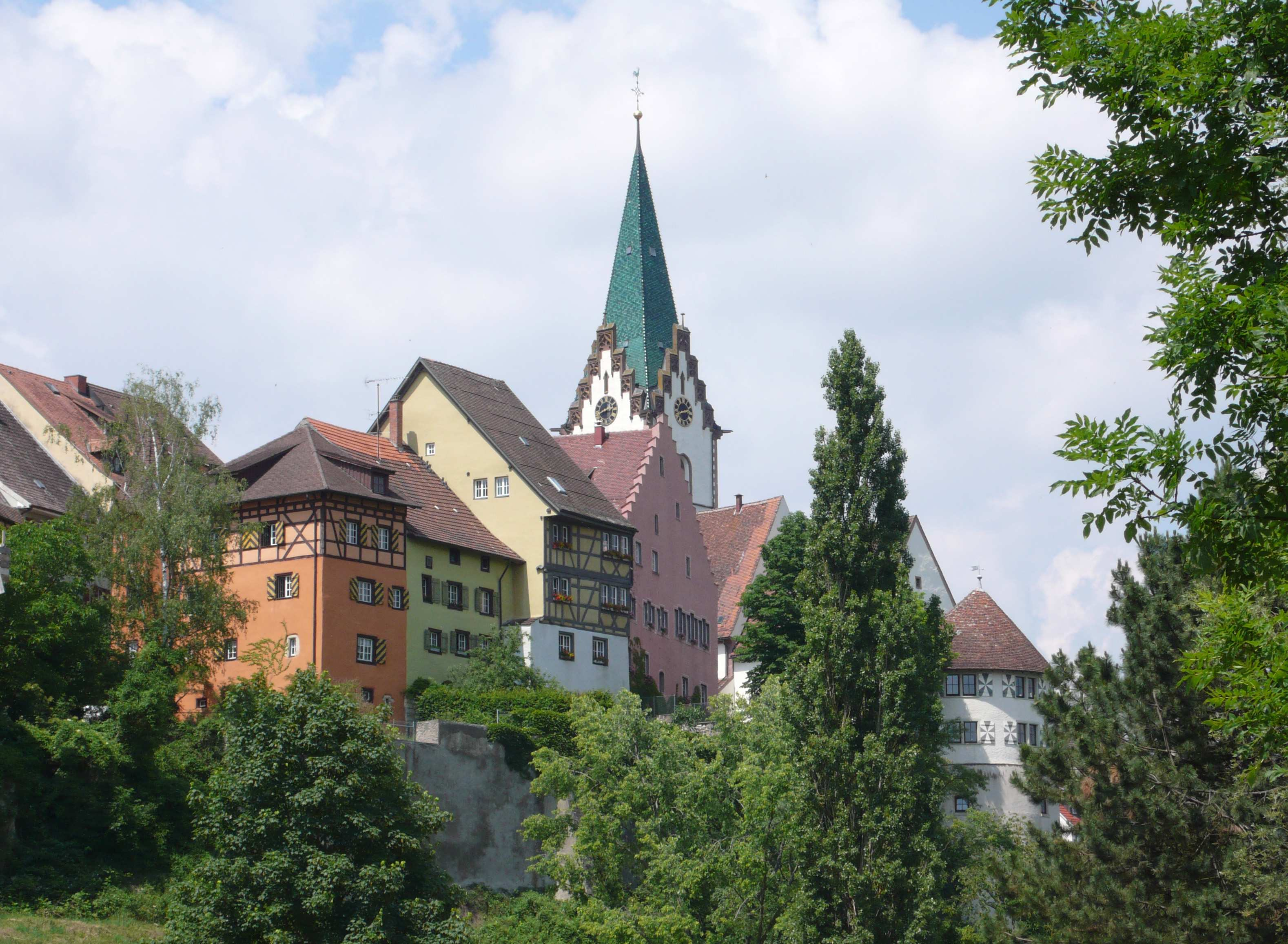
Engen

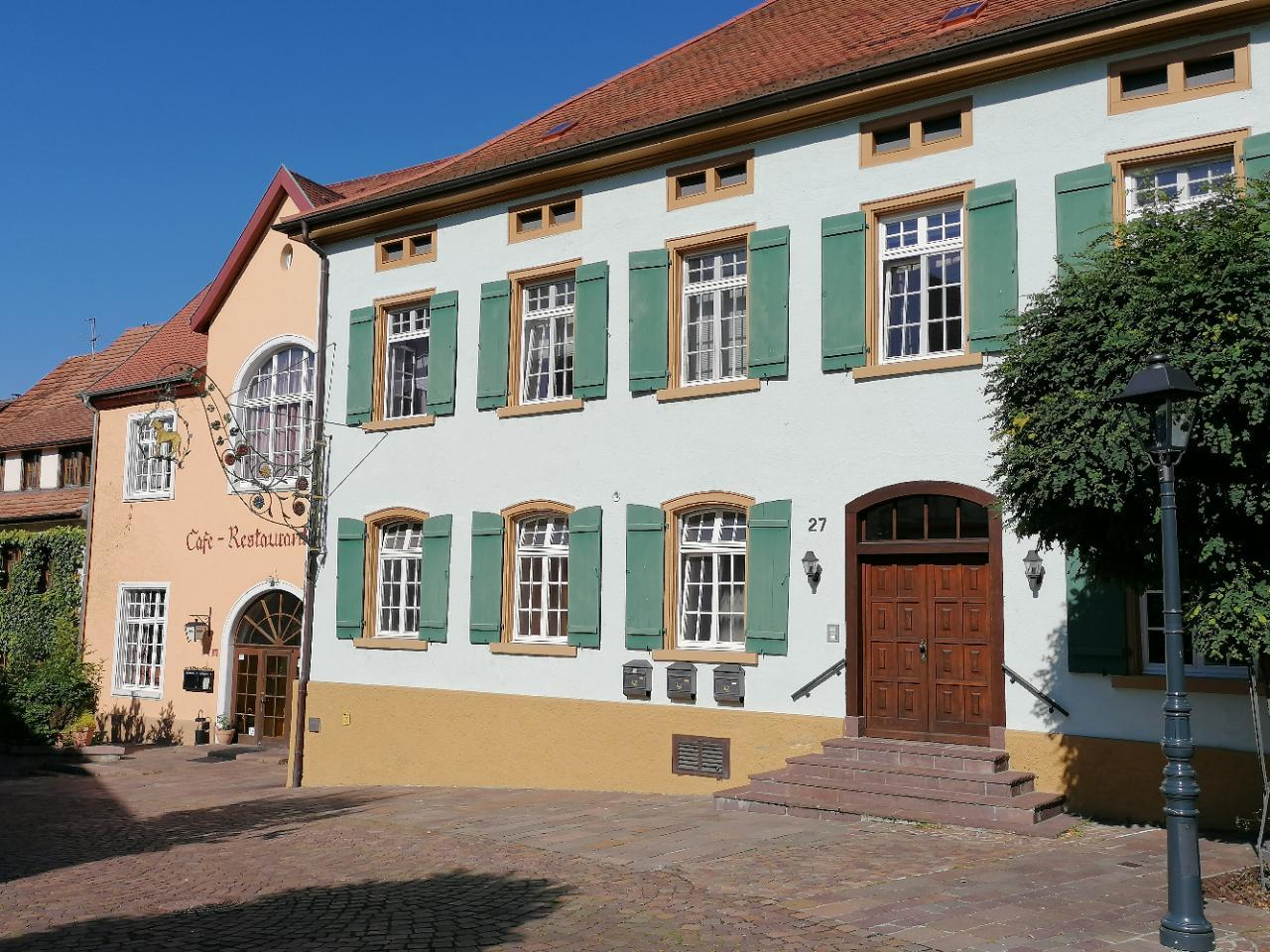
Anselfingen

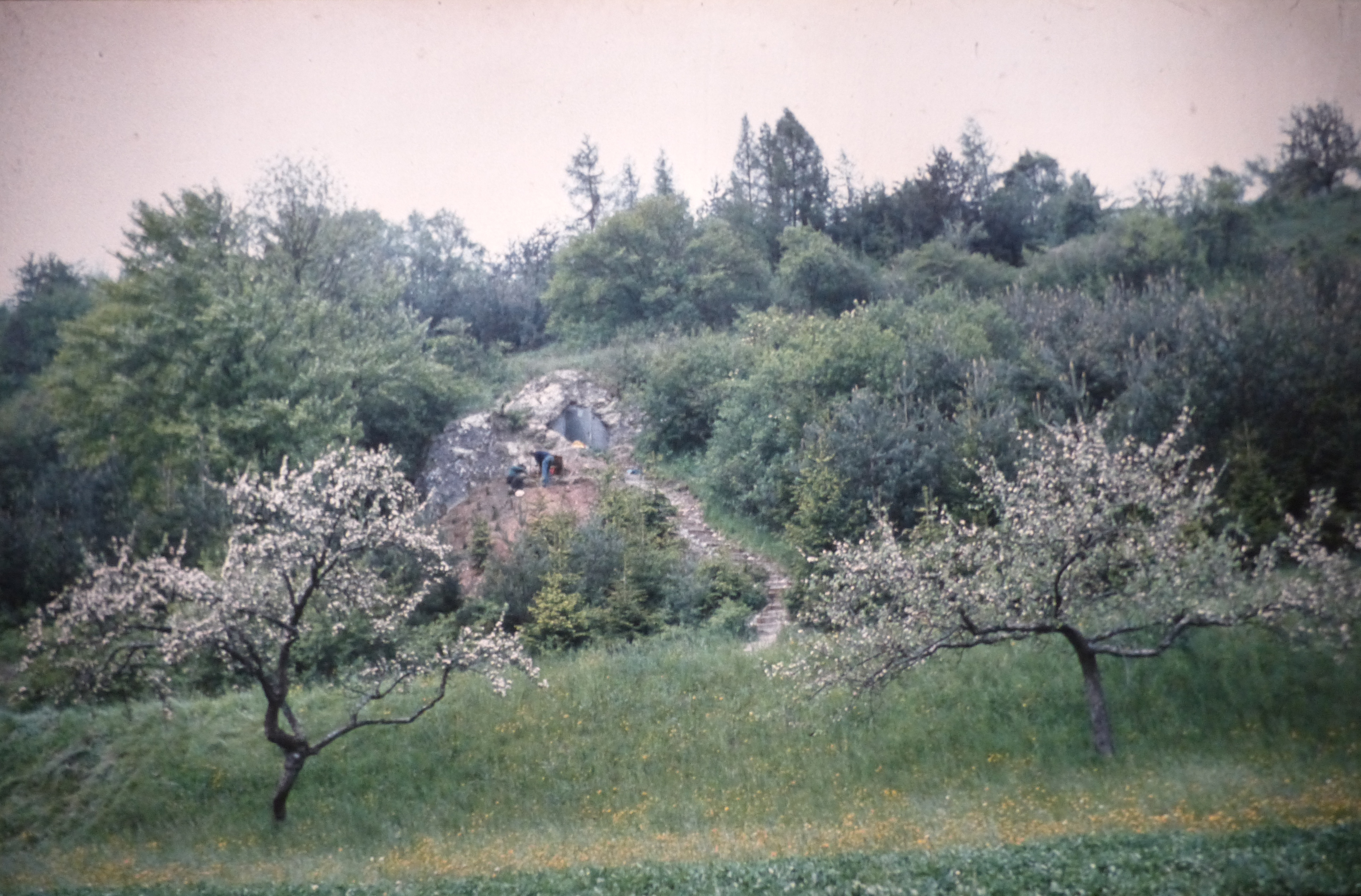
Bittelbrunn

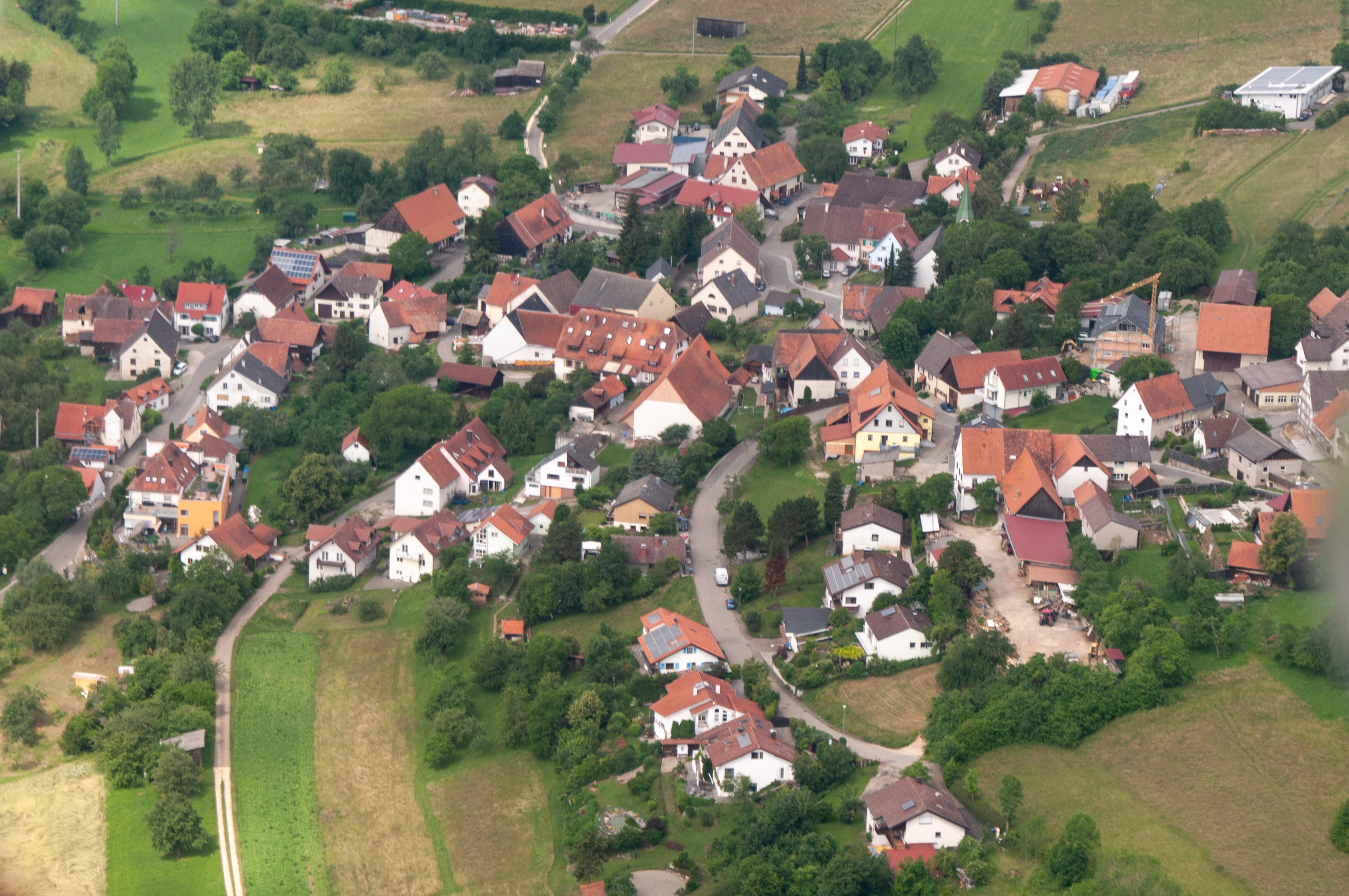
Stetten

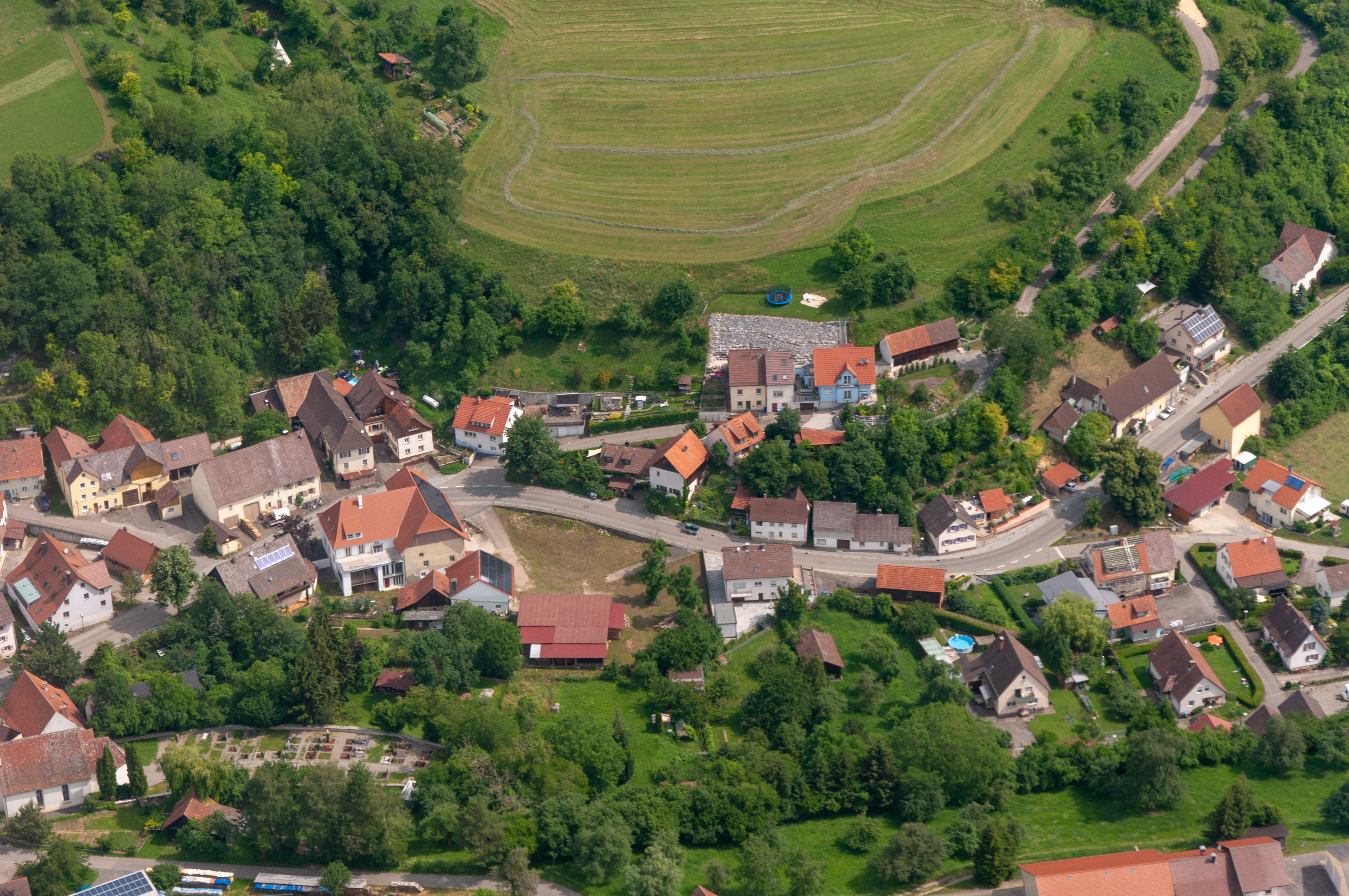
Zimmerholz

In der Liste der Kulturdenkmale in Engen sind unbewegliche Bau- und Kunstdenkmale aller Stadtteile von Engen im baden-württembergischen Landkreis Konstanz aufgeführt. Grundlage für diese Liste ist die vom Regierungspräsidium Freiburg herausgegebene Liste der Bau- und Kunstdenkmale. Der Artikel ist Teil der übergeordneten Liste der Kulturdenkmale in Baden-Württemberg. Diese Liste ist nicht rechtsverbindlich. Eine rechtsverbindliche Auskunft ist lediglich auf Anfrage bei der Unteren Denkmalschutzbehörde der Stadt Engen erhältlich.

## Allgemein
- Bild: Zeigt ein ausgewähltes Bild aus Commons, „Weitere Bilder“ verweist auf die Bilder im Medienarchiv Wikimedia Commons.
- Bezeichnung: Nennt den Namen, die Bezeichnung oder die Art des Kulturdenkmals.
- Lage: Straßenname und Hausnummer oder Flurstücknummer des Kulturdenkmals, gegebenenfalls auch den Ortsteil. Die Grundsortierung der Liste erfolgt nach dieser Adresse. Der Link (Karte) führt zu verschiedenen Kartendiensten mit der Position des Kulturdenkmals. Fehlt dieser Link, wurden die Koordinaten noch nicht eingetragen. Sind diese bekannt, können sie über ein Tool mit einer Kartenansicht einfach nachgetragen werden. In dieser Kartenansicht sind Kulturdenkmale ohne Koordinaten mit einem roten bzw. orangen Marker dargestellt und können durch Verschieben auf die richtige Position in der Karte mit Koordinaten versehen werden. Kulturdenkmale ohne Bild sind an einem blauen bzw. roten Marker erkennbar.
- Datierung: Baubeginn, Fertigstellung, Datum der Erstnennung oder grobe zeitliche Einordnung entsprechend des Eintrags in der zuständigen Denkmaldatenbank (Landesamt für Denkmalpflege Baden-Württemberg).
- Beschreibung: Kurzcharakteristik des Kulturdenkmals.

## Kulturdenkmale der Stadt Engen

### Anselfingen
Bau-, Kunst- und Kulturdenkmale in Anselfingen mit dem Dorf Dorf Anselfingen (⊙), den Höfen Aspenhof (⊙), Haldenhof (Kesselhalde) (⊙), Siedlungen Hauserhof I und II (⊙), III und IV (⊙), Hewenhof (⊙), Talmühle und Wolfsgrube sowie dem Wohnplatz Hugenberg:
| Bild | Bezeichnung | Lage                                    | Datierung | Beschreibung                                      | ID |
| ---- | ----------- | --------------------------------------- | --------- | ------------------------------------------------- | -- |
|      | Wegkreuz    | Anselfingen, Jägertal (Karte)           |           | Wegkreuz am Jägertal bei Anselfingen              |    |
|      | Wegkreuz    | Anselfingen, Anselfinger Straße (Karte) |           | Wegkreuz an der Anselfinger Straße in Anselfingen |    |

### Bargen
Bau-, Kunst- und Kulturdenkmale in Bargen mit dem Dorf Bargen (⊙) sowie den Höfen Schopflocherhof (⊙) und Spitzenhof (⊙):
| Bild           | Bezeichnung                  | Lage                         | Datierung              | Beschreibung                                       | ID |
| -------------- | ---------------------------- | ---------------------------- | ---------------------- | -------------------------------------------------- | -- |
| Weitere Bilder | Römischer Gutshof von Bargen | Bargen (Karte)               | 2. Jahrhundert n. Chr. |                                                    |    |
|                | Wegkreuz                     | Langwiesenbach (bei) (Karte) |                        | Wegkreuz am Langwiesenbach nordwestlich von Bargen |    |
|                | Wegkreuz                     | Ringstraße (Karte)           |                        | Wegkreuz in der Ringstraße in Bargen               |    |
|                | Wegkreuz                     | Steig (Karte)                |                        | Wegkreuz auf der Steig in Bargen                   |    |
|                | Wegkreuz                     | (Karte)                      |                        | Wegkreuz nordwestlich von Bargen                   |    |

### Bittelbrunn
Bau-, Kunst- und Kulturdenkmale in Bittelbrunn mit dem Dorf Bittelbrunn (⊙) sowie den Höfen Hangerhof (⊙), In der Grub und Weberhof (Strassacker-Unterhangershof) (⊙):
| Bild | Bezeichnung    | Lage                          | Datierung | Beschreibung                                                             | ID |
| ---- | -------------- | ----------------------------- | --------- | ------------------------------------------------------------------------ | -- |
|      | Mariä Geburt   | Bittelbrunn (Karte)           | 1909      | Kirche Mariä Geburt in Bittelbrunn, neugotische Kapelle, 1909 errichtet, |    |
|      | Kriegerdenkmal | Bittelbrunn, Friedhof (Karte) |           | Kriegerdenkmal auf dem Friedhof von Bittelbrunn                          |    |

### Engen (Kernstadt)
Bau-, Kunst- und Kulturdenkmale in der Kernstadt Engen mit der Stadt Engen (⊙), dem Gehöft Hühnerbrunnerhof (⊙) und dem Wohnplatz Bahnstation Talmühle (⊙):
| Bild           | Bezeichnung          | Lage                           | Datierung                      | Beschreibung | ID |
| -------------- | -------------------- | ------------------------------ | ------------------------------ | --- | -- |
| Weitere Bilder | Mariä Himmelfahrt    | Engen, Hauptstraße 1 (Karte)   | 13. Jahrhundert                | |    |
| Weitere Bilder | Pfarrhaus            | Engen, Hauptstraße 2 (Karte)   | 1533                           | |    |
| Weitere Bilder | Rathaus              | Engen, Hauptstraße 11 (Karte)  | 1480er                         | |    |
| Weitere Bilder | Gasthaus zum Ochsen  | Engen, Hauptstraße 33 (Karte)  | um 1471 erstmals erwähnt       | |    |
| Weitere Bilder | Krenkinger Schloss   | Engen, Hauptstraße 43 (Karte)  | Ab dem 15. Jahrhundert erwähnt | |    |
| Weitere Bilder | Kloster St. Wolfgang | Engen, Klostergasse 19 (Karte) | um 1320/33                     | Um 1320/33 als Niederlassung von Beginen gegründet, später Dominikanerinnenkloster, 1803 aufgehoben. Der Name St. Wolfgang stammt von einem Altar, der 1335 im Kloster aufgestellt wurde. Heute dient das Gebäude als Bürgerhaus mit Kindergarten, Vereinsräume sowie dem städtischen Museum Engen. |    |

### Stetten
Bau-, Kunst- und Kulturdenkmale in Stetten mit dem Dorf Stetten (⊙) und dem Gehöft Mühle (⊙):
| Bild           | Bezeichnung       | Lage             | Datierung   | Beschreibung                       | ID |
| -------------- | ----------------- | ---------------- | ----------- | ---------------------------------- | -- |
| Weitere Bilder | Burg Neuhewen     | Stetten (Karte)  | 1200 - 1300 |                                    |    |
|                | Feldkreuz         | (Karte)          |             | Feldkreuz oberhalb Stettens        |    |
|                | Gedenkkreuz       | (Karte)          |             | Gedenkkreuz in Stetten             |    |
|                | Friedhofskruzifix | Friedhof (Karte) |             | Kreuz auf dem Friedhof von Stetten |    |
|                | Wegkreuz          | (Karte)          |             | Wegkreuz in Stetten                |    |
|                | Wegkreuz          | (Karte)          |             | Wegkreuz in Stetten                |    |

### Welschingen
Bau-, Kunst- und Kulturdenkmale in Welschingen mit dem Dorf Welschingen (⊙) sowie den Höfen Bleiche, Denklehof (⊙), Gefällhof (⊙), Rotenbühlerhof (⊙) und Talhof (⊙):
| Bild           | Bezeichnung    | Lage                                        | Datierung | Beschreibung                                                                                  | ID |
| -------------- | -------------- | ------------------------------------------- | --------- | --------------------------------------------------------------------------------------------- | -- |
| Weitere Bilder | St. Jakob      | Welschingen, Hohenhewenstraße 10 (Karte)    |           |                                                                                               |    |
|                | Kriegerdenkmal | Welschingen (Karte)                         |           | Kriegerdenkmal neben der alten Kirche zu Welschingen                                          |    |
|                | Wegkreuz       | Welschingen (Karte)                         |           | Wegkreuz am Mühlbach, westlich von Welschingen                                                |    |
|                | Wegkreuz       | Welschingen (Karte)                         |           | Wegkreuz am Weg von der Haltestelle Welschingen-Neuhausen nach Neuhausen bei der Unterführung |    |
|                | Wegkreuz       | Welschingen, westlicher Ortseingang (Karte) |           | Wegkreuz am westlichen Ortseingang von Welschingen                                            |    |
|                | Wegkreuz       | Welschingen, Unterm Berg (Gewann) (Karte)   |           | Wegkreuz im Gewann "Unterm Berg" südöstlich von Welschingen                                   |    |
|                | Wegkreuz       | Welschingen, Friedhof (vor) (Karte)         |           | Wegkreuz vor dem Friedhof von Welschingen                                                     |    |
|                | Wegkreuz       | Welschingen, Friedhof (vor) (Karte)         |           | Wegkreuz vor dem Welschinger Friedhof                                                         |    |

### Zimmerholz
Bau-, Kunst- und Kulturdenkmale in Zimmerholz mit dem Dorf Zimmerholz (⊙) sowie den Höfen Eichenweghof, Neubrunnerhof und Schanzengrundhof:
| Bild | Bezeichnung | Lage               | Datierung | Beschreibung                                     | ID |
| ---- | ----------- | ------------------ | --------- | ------------------------------------------------ | -- |
|      | Gedenkkreuz | Zimmerholz (Karte) |           | Gedenkkreuz am östlichen Ortsrand von Zimmerholz |    |
|      | Wegkreuz    | Zimmerholz (Karte) |           | Wegkreuz vor Zimmerholz von Stetten kommend      |    |